# 藤原胤子
藤原胤子（？—896年（寬平八年）），日本平安時代皇族女性。為宇多天皇女御，父內大臣藤原高藤，母宮道列子。

## 生平略歷
仁和四年（888年）九月，封為更衣。寬平五年正月，授從四位下，為女御。生醍醐天皇、敦慶親王、敦固親王、敦實親王、柔子内親王。寬平八年（896年）六月逝世。葬於小野陵（京都府京都市山科區勸修寺北大日町）。醍醐天皇即位後，追尊為皇太后，因而在《大日本史》的記載身分為皇后。